# Trading Region France
Pour les articles homonymes, voir TRF (homonymie).
Le Trading Region France (TRF) - littéralement : région commerciale française - est le point virtuel d'échange de gaz (PEG) de la seule et unique zone de marché du gaz en France. Il a été créé le 1er novembre 2018 à la suite de la fusion du PEG Nord et du TRS (Trading Region South). Le Trading Region France organise les échanges entre fournisseurs de gaz et l’approvisionnement en gaz des gestionnaires de réseaux de transport de gaz pour l’équilibrage des bilans journaliers.